# ORP Fala
ORP Fala – polski okręt patrolowy projektu 912 (kod NATO: Obluze). Była to pierwsza jednostka serii, nosiła numer burtowy: OP-301, następnie: „321”. Pozostałe okręty serii nosiły numery 322–325. W czerwcu 1975 roku okręt uczestniczył w ćwiczeniach o kryptonimie Posejdon-75. W dniach 4–26 maja 1983 roku okręt wziął udział w wielkich ćwiczeniach sił Marynarki Wojennej o kryptonimie Reda-83. W 1991 roku okręt został przekazany do służby w Bałtyckim Dywizjonie Straży Granicznej pod oznaczeniem SG-321 i nazwą „Fala”. Po zakończeniu służby, 14 czerwca 1996 roku okręt został przekształcony w muzeum w Kołobrzegu i zacumowany przy nabrzeżu remontowym przy Reducie Solnej. W 2012 roku okręt został wyciągnięty z wody i pełni funkcje eksponatu muzealnego w skansenie morskim Muzeum Oręża Polskiego w Kołobrzegu.
W trakcie służby załoga okrętu dziewięć razy zdobyła tytuł przodującego okrętu Morskiej Brygady Okrętów Pogranicza i trzy razy przodującego okrętu Marynarki Wojennej.
Aktualnie nosi oznaczenie MUZ SG 321.

## Plany i modele
- Mały Modelarz nr 1/77 (model projektu 912M – ścigacz okrętów podwodnych)